# Lantian-Formation
Die Lantian-Formation (chinesisch 兰田组) ist ein 150 Meter mächtiger, transgressiver  geologischer Schichtenverband im Südosten Chinas, der etwa 60 Millionen Jahre Erdgeschichte repräsentiert und während des Ediacariums abgelagert wurde. Die Formation ist für ihre komplex aufgebauten Makrofossilien (Algen und mögliche Metazoa) bekannt, die als die bisher ältesten fossilen Großformen angesehen werden.

## Typlokalität und Erstbeschreibung
Die Typlokalität der Lantian-Formation befindet sich bei der namensgebenden Ortschaft Lantian im südlichen Anhui, etwa 30 Kilometer nordwestlich von Huangshan (Südostchina). Die Fossilien wurden erstmals von Xing und Kollegen im Jahr 1989 wissenschaftlich beschrieben.

## Stratigraphie
Die 100 bis maximal 150 Meter mächtige, zum Sinium gehörende Lantian-Formation beginnt mit einem so genannten Hutdolomit (Englisch cap dolostone), der das Ende der Marinoischen Eiszeit – erkennbar an Diamiktiten der unterlagernden Leigongwu-Formation (Cryogenium) – und gleichzeitig den Beginn des Ediacariums kennzeichnet. Über dem Hutdolomit folgen schwarze Schiefertone, in denen die Fossilien der Lantian-Fauna enthalten sind. Darüber legen sich Lagen von Dolomit, Schiefertonen und Kalkstein. Die Formation endet mit schwarzen Schiefertonen. Im Hangenden schließt sich dann die dolomitisch-siliziklastische Piyuancun-Formation an, gefolgt von fossilhaltigen kambrischen Schiefertonen (mit Trilobiten).
Die Lantian-Formation kann in vier Member unterteilt werden: Member 1 wird vom knapp 10 Meter mächtigen Hutdolomit gebildet. Member 2 besteht aus 40 Meter mächtigen Schwarzschiefern, wobei die oberen 15 Meter die Fossilien der Lantian-Fauna enthalten. Member 3 ist eine 40 Meter mächtige Wechselfolge aus Dolomiten, Schwarzschiefern und einer Kalk-Dolomitlage im Hangenden. Das abschließende 25 Meter mächtige Member 4 baut sich erneut aus Schwarzschiefern auf.

## Ablagerungsbedingungen
Die Sedimente der Lantian-Formation waren in einem Flachmeer unterhalb der Sturmwellenbasis abgelagert worden, die Wassertiefen dürften sich zwischen 50 und 200 Meter bewegt haben. Sie befanden sich zwar noch in der euphotischen Zone, es mussten aber dennoch anoxische Bedingungen geherrscht haben. Paläogeographische Rekonstruktionen deuten auf den Rand einer Plattform
oder auf ein örtlich begrenztes, restriktives Environment.

## Fossilien
Die Fossilien sind nach den vielen Anhaftscheiben zu urteilen in der Mehrheit benthische Organismen des Stillwassermilieus. Ihre Gegenwart beschränkt sich auf mehrere, maximal nur 20 Zentimeter mächtige Abschnitte in den Schwarzschiefern. Sie setzen gewöhnlich mit einem Horizont von Thalli verschiedener vielzelliger Algen ein. Die Organismen können als fächerförmige Algen, verzweigte Seetange oder gar als mögliche primitive Vielzeller (Metazoa) mit Tassengestalt oder Kegelform interpretiert werden. Die vermeintlichen Eumetazoa besitzen Tentakeln und Organstrukturen in der Leibeshöhle, die an moderne Hohltiere (Coelenteraten) oder Bilateria erinnern. Die recht kleinen  Fossilien – die unter einem Winkel von 12 bis 32° öffnenden Fächerformen wie Flabellophyton werden beispielsweise nur 1,5 bis 3,5 Zentimeter groß –  liegen wahllos verstreut auf den Schichtflächen. Erhalten wurden sie als kohlenstoffreiche Überzüge, darunter die Taxa Doushantuophyton cometa und Enteromorphites siniansis, die auch in der Doushantuo-Formation vorkommen. Ihr Erhaltungsmodus gleicht dem des Burgess-Schiefers, unterscheidet sich aber sehr deutlich von dem der Ediacara-Fauna.
Von den ursprünglich rund 50 beschriebenen Taxa sind mittlerweile nur noch 12 bis 15 als eigenständige Arten anerkannt, darunter die pyritisierte Chuaria circularis (Chuaridae). Weitere Taxa neben den bereits angeführten Fossilien sind Anhuiphyton lineatum, Baculiphyca, Flabellophyton lantianensis, Flabellophyton strigata, Huangshanophyton fluticulosum, Konglingiphyton erecta und Orbisiana.

## Alter
Die Lantian-Formation war ursprünglich ins Kambrium gestellt worden, sie wird aber jetzt aufgrund der Fossilführung mit der Doushantuo-Formation des Ediacariums korreliert. Ihre Sedimentation dürfte im Zeitraum 635 bis 577 mya stattgefunden haben; die Lantian-Biota sind wahrscheinlich rund 600 Millionen Jahre alt.

## Bedeutung
Zusammenfassend lässt sich sagen, dass die Fossilien der Lantian-Fauna den Übergang zu einem Ökosystem dokumentieren, in welchem makroskopische, komplex aufgebaute, vielzellige Eukaryoten eine zunehmend bedeutende ökologische Rolle spielten. Dieser Faunenwechsel steht möglicherweise mit einem allmählich ansteigenden Sauerstoffgehalt an der Erdoberfläche in Verbindung, zu erkennen an der gestiegenen Sulfatkonzentration in der Lantian-Formation. Der Sauerstoffgehalt dürfte damals zwischen den Werten des vorangegangenen Proterozoikums und den aktuellen heutigen Werten gelegen haben. Er war aber noch nicht ausreichend, um auch die Tiefsee mit Sauerstoff anzureichern. Dies erfolgte erst gegen 580 mya mit dem Erscheinen der Avalon-Faunengemeinschaft in Neufundland. Wahrscheinlich lebten die Organismen unter generell anoxischen Bedingungen, was durch ihre In-situ-Erhaltung bekräftigt wird. Gelegentliches Einströmen von sauerstoffreichem Wasser gewährleistete jedoch ihr Überleben.